# Mighty Pa
Mighty Pa er en sydafrikansk fodboldklub hjemmehørende i Natal.

## Tidligere spillere
- Sibusiso Zuma (Sydafrika)